# Operación Colombo
La Operación Colombo, o Caso de los 119, fue un operativo montado por la Dirección de Inteligencia Nacional (DINA) chilena en 1975, destinado a encubrir la desaparición forzada de 119 opositores de la dictadura militar de Augusto Pinochet. El objetivo de la operación fue hacer creer a la opinión pública nacional e internacional —mediante la publicación de información falsa en medios de comunicación en Chile y en el extranjero— que los desaparecidos habían fallecido en enfrentamientos con fuerzas de seguridad extranjeras o habían sido víctimas de purgas internas.
La mayoría de los asesinados fueron miembros del Movimiento de Izquierda Revolucionaria (MIR). Sin embargo, también hubo militantes del Partido Comunista (PC), del Partido Socialista (PS), del Movimiento de Acción Popular Unitaria (MAPU), de la Liga Comunista de Chile, así como algunas personas sin militancia política. En 2006, el Colegio de Periodistas de Chile constató el rol y las numerosas faltas a la ética profesional que tuvieron los diarios El Mercurio, La Segunda, Las Últimas Noticias y La Tercera en el marco de la operación Colombo.

## Antecedentes

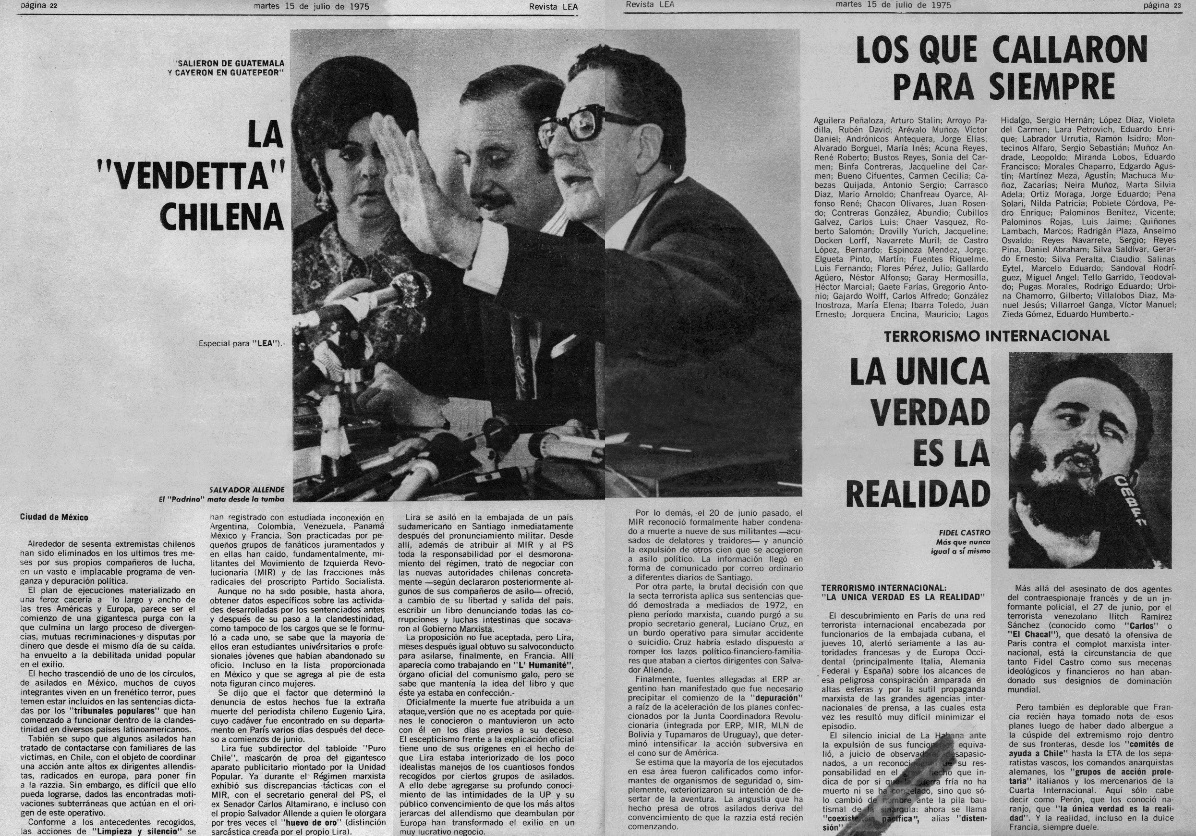
El semanario argentino Lea afirmó en el artículo «La "vendetta" chilena»: «Alrededor de 60 extremistas chilenos han sido eliminados en los últimos 3 meses por sus propios compañeros de lucha en un vasto e implacable programa de venganza y depuración política... El plan de ejecución materializado en una feroz cacería a lo largo y ancho de las tres Américas y Europa... ».

Hacia fines de 1974, la dictadura militar que encabezaba Augusto Pinochet ya era abiertamente cuestionada a nivel internacional por las sistemáticas violaciones de los derechos humanos —entre ellas detenciones arbitrarias, torturas y la existencia de centenares de detenidos desaparecidos— que se denunciaban desde el 11 de septiembre de 1973. En noviembre la Asamblea General de las Naciones Unidas había aprobado una resolución que llamaba a «restablecer los derechos humanos básicos y las libertades fundamentales en Chile», y un mes después se conocía el informe final de la Comisión Interamericana de Derechos Humanos de la Organización de los Estados Americanos —elaborado tras una visita a Chile de un grupo de investigadores del organismo—, el cual constataba que el régimen militar había cometido «gravísimas violaciones de derechos humanos».
A su vez, el conocimiento del rol que jugó la Agencia Central de Inteligencia (CIA) de Estados Unidos y las numerosas denuncias de torturas y desapariciones empezaron a generar oposición a la dictadura militar dentro del Congreso estadounidense. Producto de estas continuas revelaciones, en octubre de 1974 el Senado de Estados Unidos, gracias a la iniciativa del senador demócrata Ted Kennedy, rechazó asistencia militar a Chile por más de 20 millones de dólares, y posteriormente, en enero de 1975, creó el Comité Church, con el fin de investigar las acciones encubiertas de la CIA durante las últimas décadas, entre ellas su papel en el golpe de Estado contra Salvador Allende.
En este contexto, durante los primeros meses de 1975 la DINA empezó a organizar una estrategia para convencer a la opinión pública nacional e internacional de la inexistencia o minimización de los detenidos desaparecidos, consistente en atribuir las desapariciones a rencillas políticas internas propias de la izquierda, y específicamente del Movimiento de Izquierda Revolucionaria (MIR). La reproducción de estas noticias en la prensa chilena tenía como propósito respaldar la posición del gobierno: que no había detenidos desaparecidos, sino que las personas buscadas por sus familiares habían huido del país.

## Operación Colombo
La campaña de desinformación fue organizada por Álvaro Puga Cappa, director de Asuntos Civiles de la Junta Militar y jefe de Operaciones Sicológicas de la DINA, quien se encargó de suministrar a periodistas nacionales y extranjeros de los reportes de prensa para encubrir los crímenes de los 119 detenidos desaparecidos. Puga también era en ese tiempo columnista de La Segunda, bajo el seudónimo «Alexis».

### Primeros montajes
El 16 de abril de 1975 fue encontrado un cuerpo mutilado en la calle Sarmiento de Buenos Aires, el cual portaba una cédula de identidad que lo identificaba como el ingeniero químico chileno David Silberman. Silberman era militante del Partido Comunista y había sido gerente general de Cobre Chuqui hasta el golpe de Estado de 1973. Cumplía una pena de trece años de cárcel en la Penitenciaría de Santiago —por infracción a la Ley de Seguridad del Estado— luego de haber sido procesado por un consejo de guerra, cuando fue secuestrado el 4 de octubre de 1974 por agentes de la DINA. Desde entonces su paradero era desconocido. Años después, el exagente Enrique Arancibia Clavel confesaría que la supuesta aparición de Silberman en Buenos Aires había sido un operativo —bautizado «Colombo»— encargado por Raúl Iturriaga Neumann para hacer aparecer a un «subversivo chileno» en Argentina.
En los meses siguientes, los principales periódicos de Chile empezaron a publicar notas sobre «presuntos desaparecidos» que estarían vivos fuera de Chile. El 13 de junio La Tercera publicó una nota titulada «Extremistas chilenos se adiestran en Tucumán», en la que se destacaba «que entre los extremistas hay gran cantidad de elementos del Mir y otros grupos marxistas que públicamente figuran como desaparecidos», mientras que los medios de El Mercurio publicaban en esos días títulos como «Extremistas chilenos son adiestrados en guerrillas» (La Segunda, 12 de junio), «Paso de miristas armados a Chile» (El Mercurio, 16 de junio) y «Extremistas cruzan la frontera» (Las Últimas Noticias, 16 de junio).

### Enfrentamientos y purgas
En los primeros días de julio, la Junta Militar canceló súbitamente la visita a Chile de la Comisión de Derechos Humanos de la ONU, programada para el 11 de julio, que tenía como objetivo investigar las denuncias de violaciones de derechos humanos. Según el gobierno, no se trataba de una cancelación, sino de una «postergación hasta que hubiera un momento más oportuno». Ese mismo 11 de julio, día en que originalmente iba a llegar la comisión, aparecieron en la ciudad de Pilar, al norte de Buenos Aires, dos cuerpos calcinados al interior de un automóvil, con las identificaciones de los chilenos Jaime Robotham y Luis Guendelman, integrantes del MIR, detenidos desaparecidos desde 1974. Sobre ambos cadáveres había un lienzo que decía: «Dados de baja por el MIR. Brigada Negra». Ocho días después apareció otro cuerpo, ahora con una supuesta identificación de Juan Carlos Perelman, también mirista, detenido en Santiago y desaparecido desde el 20 de febrero de 1975.
La revista Lea de Buenos Aires, por su parte, publicó el 15 de julio una lista de 60 «extremistas chilenos eliminados por sus propios compañeros de lucha» en Argentina, Colombia, Venezuela, Panamá, México y Francia. Anteriormente, el 25 de junio el medio Novo O Día de Curitiba, Brasil, había dado cuenta del asesinato de 59 miristas en «enfrentamientos con fuerzas del gobierno argentino en Salta».
A partir de lo informado por las dos publicaciones extranjeras y a los cables de la agencia UPI que habían informado del hallazgo de los cuerpos calcinados en Buenos Aires, los principales medios de prensa de Chile comenzaron a replicar en las siguientes semanas las noticias de estos supuestos enfrentamientos, con titulares como «Matanza entre miristas deja al descubierto burda maniobra contra Chile» (La Tercera, 16 de julio), «Sangrienta "vendetta" interna hay en el MIR» (Las Últimas Noticias, 16 de julio), «Feroz pugna entre marxistas chilenos» (La Segunda, 18 de julio), «Identificados 60 miristas asesinados» —con el epígrafe «Ejecutados por sus propios camaradas»— (El Mercurio, 23 de julio), «El MIR ha asesinado a 60 de sus hombres» (La Tercera, portada del 23 de julio) y «Sangrienta pugna del Mir en el exterior» (Las Últimas Noticias). El vespertino La Segunda, sobre la base de la publicación de Novo O Día, tituló el 24 de julio de 1975, en primera plana, «exterminados como ratones», texto acompañado del epígrafe «59 miristas chilenos caen en operativo militar en Argentina».
Unos días después, El Mercurio escribió en su página editorial:

Los políticos y periodistas extranjeros que tantas veces se preguntaron por la suerte de estos miembros del MIR y culparon al gobierno de la desaparición de muchos de ellos, tienen ahora la explicación que rehusaron aceptar. Víctimas de sus propios métodos, exterminados por sus mismos camaradas, cada uno de ellos señala con trágica elocuencia que los violentos acaban por caer víctimas del terror ciego e implacable que provocan, y que, puestos en ese camino, ya nada ni nadie puede detenerlos.
El Mercurio

## Cuestionamientos a la versión oficial
A pesar del intenso despliegue informativo, con el paso de los días rápidamente se inició un fuerte cuestionamiento a la información que publicaban los medios nacionales, debido a que las revistas O Día y Lea eran desconocidas, a que las listas las integraban personas desaparecidas que habían sido objeto de recursos de amparo, a que no había cuerpos y a la falta de información nueva, al mismo tiempo que los principales países involucrados comenzaron a desmentir la existencia de enfrentamientos armados contra guerrilleros. Medios internacionales como La Opinión de Argentina, la revista Time y el New York Times pusieron en duda la versión oficial mantenida por la Junta Militar. En paralelo, familiares de Robotham y Guendelman, después de viajar a Buenos Aires, negaron que los cuerpos aparecidos en la capital argentina fueran de ellos. El Mercurio, en una nueva editorial publicada el 3 de agosto, validó de manera renuente los cuestionamientos, al afirmar: «¿Es verosímil en su conjunto la información que se ha estado suministrando? En apariencias, no; y por lo menos debiera esperarse a estas alturas una aclaración o una confirmación precisa de las autoridades».
El 1 de agosto el Comité Pro Paz presentó una solicitud a la Corte Suprema para que se designara un ministro en visita por las personas detenidas y desaparecidas durante sus arrestos. Se insistió en saber el paradero de estas personas por los nuevos antecedentes que surgieron por la supuesta información de 119 chilenos muertos en Argentina. Pero esta solicitud fue denegada dos meses después por el máximo tribunal.
A pesar de las dudas, la Junta Militar insistió en la versión de los enfrentamientos y criticó los cuestionamientos como una campaña de desprestigio en el extranjero en contra del régimen militar. Recién el 20 de agosto, durante una ceremonia en San Bernardo por el natalicio de Bernardo O'Higgins, el general Augusto Pinochet se refirió de manera oficial al caso de los 119. En la ocasión, anunció una investigación sobre la materia, sin embargo esta nunca se realizaría. Aunque durante la dictadura se negó permanentemente el montaje, testimonios posteriores de sobrevivientes en centros de detenciones confirmaron que vieron a varias de las personas que aparecieron en las listas de los 119 en los lugares de reclusión, tortura y exterminio.
El 1 de diciembre de 1977, dos años después de las falsas publicaciones, el embajador de Chile ante la ONU, Sergio Diez, negaría ante la Asamblea General de las Naciones Unidas la existencia de detenidos desaparecidos e insistiría con la versión del gobierno de que muchas víctimas correspondían a purgas internas del MIR, o que otras personas simplemente no tenían existencia legal, o se trataba de gente muerta o exiliada.

## Lista de los 119 desaparecidos
| N.º | Fecha                    | Nombre completo                     | Edad | Militancia     | Actividad                          |
| --- | ------------------------ | ----------------------------------- | ---- | -------------- | ---------------------------------- |
| 1 | 14 de febrero de 1975    | Acuña Reyes, René Roberto           | 22   | MIR            | Estudiante Universitario           |
| 2 | 4 de junio de 1974       | Cubillos Gálvez Carlos Luis         | 20   | MIR            | Vendedor ambulante                 |
| 3 | 15 de junio de 1974      | Ziede Gómez Eduardo Humberto        | 27   | MIR            | Estudiante de Sociología           |
| 4 | 17 de junio de 1974      | Albano Fioraso Chau                 | 23   | MIR            | Profesor de Castellano             |
| 5 | 18 de junio de 1974      | Espinoza Méndez Jorge Enrique       | 24   | MIR            | Estudiante universitario           |
| 6 | 25 de junio de 1974      | Villarroel Ganga Víctor Manuel      | 18   | s/m            | Obrero                             |
| 7 | 8 de julio de 1974       | Acuña Castillo Miguel Ángel         | 18   | MIR            | Estudiante                         |
| 8 | 8 de julio de 1974       | Garay Hermosilla Héctor Marci       | 18   | MIR            | Estudiante                         |
| 9 | 10 de julio de 1974      | Toro Romero Enrique Segundo         | 28   | PC             | Obrero                             |
| 10 | 10 de julio de 1974      | Bárbara Uribe                       | 20   | MIR            | Secretaria                         |
| 11 | 10 de julio de 1974      | Edwin Van Yurick Altamirano         | 20   | MIR            | Estudiante                         |
| 12 | 13 de julio de 1974      | Buzzio Lorca Jaime Mauricio         | 21   | Liga Comunista | Estudiante técnico                 |
| 13 | 13 de julio de 1974      | María Inés Alvarado Borgel          | 21   | MIR            | Secretaria                         |
| 14 | 14 de julio de 1974      | Contreras González Abundio          | 28   | MIR            | Trabajador                         |
| 15 | 15 de julio de 1974      | Chacón Olivares Juan Rosendo        | 29   | MIR            | Médico veterinario                 |
| 16 | 15 de julio de 1974      | Martín Elgueta Pinto                | 21   | MIR            | Estudiante de Economía             |
| 17 | 15 de julio de 1974      | Lara Petrovich Eduardo Enrique      | 35   | PC             | Empleado IRT                       |
| 18 | 15 de julio de 1974      | Moreno Fuenzalida Germán Rodolfo    | 25   | MIR            | Estudiante de Derecho              |
| 19 | 15 de julio de 1974      | Villagra Astudillo José Caupolicán  | 40   | PC             | Obrero                             |
| 20 | 17 de julio de 1974      | Quiñones Lembach Marcos Esteban     | 26   | MIR            | Empleado público                   |
| 21 | 18 de julio de 1974      | Reyes Pina Daniel Abraham           | 24   | MIR            | Peluquero                          |
| 22 | 19 de julio de 1974      | Poblete Cordova Pedro Enrique       | 27   | MIR            | Obrero metalúrgico                 |
| 23 | 20 de julio de 1974      | Guajardo Zamorano Luis Julio        | 22   | MIR            | Estudiante Tec. Indu St.           |
| 24 | 20 de julio de 1974      | Muñoz Andrade Leopoldo              | 22   | MIR            | Egresado Esc. industrial           |
| 25 | 23 de julio de 1974      | González Pérez Rodolfo Valentín     | 19   | s/m            | Servicio Militar Fach              |
| 26 | 25 de julio de 1974      | Ibarra Toledo Juan Ernesto          | 21   | MIR            | Estudiante de Servicio Social      |
| 27 | 25 de julio de 1974      | Núñez Espinoza Ramón Osvaldo        | 20   | MIR            | Estudiante                         |
| 28 | 26 de julio de 1974      | Chávez Lobos Ismael Darío           | 22   | MIR            | Empleado Obras Públicas            |
| 29 | 27 de julio de 1974      | Olivares Graindorge Jorge Alejandro | 23   | MIR            | Jardinero                          |
| 30 | 29 de julio de 1974      | Machuca Muñoz Zacarías Antonio      | 22   | MIR            | Egresado Técnico Topográfico       |
| 31 | 30 de julio de 1974      | Alarcón Jara Eduardo Enrique        | 49   | MIR            | Albañil                            |
| 32 | 30 de julio de 1974      | Lazo Lazo Ofelio de la Cruz         | 43   | PS/MIR         | Carpintero                         |
| 33 | 31 de julio de 1974      | Alfonso Chanfreau                   | 23   | MIR            | Estudiante de Filosofía            |
| 34 | 1 de agosto de 1974      | Montecinos Alfaro Sergio Sebastián  | 28   | PS             | Sastre e interventor               |
| 35 | 5 de agosto de 1974      | Jorquera Encina Mauricio            | 19   | MIR            | Estudiante                         |
| 36 | 6 de agosto de 1974      | María Angélica Andreoli Bravo       | 27   | MIR            | Secretaria                         |
| 37 | 6 de agosto de 1974      | Muriel Dockendorff                  | 22   | MIR            | Estudiante de Economía             |
| 38 | 15 de agosto de 1974     | Espejo Gómez Rodolfo Alejandro      | 18   | PS             | Estudiante secundario              |
| 39 | 15 de agosto de 1974     | Gaete Farias Gregorio Antonio       | 24   | PS             | Obrero                             |
| 40 | 15 de agosto de 1974     | Hernán Galo González Inostroza      | 27   | MIR            | Empleado particular                |
| 41 | 15 de agosto de 1974     | María Elena González Inostroza      | 22   | MIR            | Profesora                          |
| 42 | 16 de agosto de 1974     | Salcedo Morales Carlos Eladio       | 21   | MIR            | Comerciante                        |
| 43 | 17 de agosto de 1974     | Cabezas Quijada Antonio Sergio      | 29   | PS             | Interventor                        |
| 44 | 21 de agosto de 1974     | Arévalo Muñoz Víctor Daniel         | 26   | PC             | Vendedor de frutas                 |
| 45 | 22 de agosto de 1974     | Arias Vega Alberto Vladimir         | 19   | PC             | Mecánico en radiadores             |
| 46 | 22 de agosto de 1974     | Tello Garrido Teobaldo Antonio      | 25   | MIR            | Fotógrafo                          |
| 47 | 22 de agosto de 1974     | Espinoza Pozo Modesto Segundo       | 32   | MIR            | Rondín                             |
| 48 | 23 de agosto de 1974     | Aguilera Peñaloza Stalin Arturo     | 41   | PC             | Maestro pintor                     |
| 49 | 24 de agosto de 1974     | Maturana Pérez Juan Bautista        | 29   | PC             | Comerciante                        |
| 50 | 24 de agosto de 1974     | Olmos Guzmán Gary Nelson            | 34   | s/m            | Artesano del calzado               |
| 51 | 26 de agosto de 1974     | Bravo Núñez Francisco Javier        | 24   | MIR            | Mecánico de automóviles            |
| 52 | 27 de agosto de 1974     | Jacqueline Binfa                    | 28   | MIR            | Asistente social                   |
| 53 | 28 de agosto de 1974     | Barría Araneda Antonio Arturo       | 38   | PC             | Profesor                           |
| 54 | 29 de agosto de 1974     | Violeta López Díaz                  | 40   | MIR            | Secretaria                         |
| 55 | 5 de septiembre de 1974  | Sonia Bustos Reyes                  | 30   | PDC            | Secretaria                         |
| 56 | 6 de septiembre de 1974  | Chaer Vásquez Roberto               | 21   | MIR            | Empleado particular                |
| 57 | 6 de septiembre de 1974  | Mónica Llanca Iturra                | 23   | MIR            | Empleada pública                   |
| 58 | 6 de septiembre de 1974  | Morales Chaparro Edgardo            | 38   | PS             | Obrero                             |
| 59 | 7 de septiembre de 1974  | Aedo Carrasco Francisco Eduardo     | 63   | PS/MIR         | Profesor de Arquitectura           |
| 60 | 7 de septiembre de 1974  | Retamales Briceño Asrael Leonardo   | 44   | s/m            | Mecánico de feria libre            |
| 61 | 10 de septiembre de 1974 | Pérez Vargas Carlos Freddy          | 25   | MIR            | Publicista                         |
| 62 | 13 de septiembre de 1974 | Jara Castro José Hipólito           | 24   | MIR            | Egresado de Química y Farmacia     |
| 63 | 14 de septiembre de 1974 | De Castro López Bernardo            | 36   | MIR            | Dibujante Publicista               |
| 64 | 14 de septiembre de 1974 | Durán Rivas Luis Eduardo            | 29   | MAPU/MIR       | Estudiante de Periodismo           |
| 65 | 14 de septiembre de 1974 | Lagos Hidalgo Sergio Hernán         | 30   | MAPU/MIR       | Empleado particular                |
| 66 | 14 de septiembre de 1974 | Merino Molina Pedro Juan            | 20   | PC             | Sastre                             |
| 67 | 16 de septiembre de 1974 | Carrasco Díaz Mario Edrulfo         | 18   | S/m            | Estudiante de Contabilidad         |
| 68 | 16 de septiembre de 1974 | Palomino Benítez Vicente Segundo    | 30   | MIR            | Profesor de Química                |
| 69 | 16 de septiembre de 1974 | Zúñiga Tapia Héctor Cayetano        | 27   | MIR            | Estudiante de Química y Farmacia   |
| 70 | 17 de septiembre de 1974 | Villalobos Díaz Manuel Jesús        | 22   | MIR            | Vendedor                           |
| 71 | 17 de septiembre de 1974 | Gallardo Agüero Néstor Alfonso      | 24   | MIR            | Contador                           |
| 72 | 20 de septiembre de 1974 | Gajardo Wolff Carlos Alfredo        | 34   | MIR            | Arquitecto                         |
| 73 | 20 de septiembre de 1974 | Fuentes Riquelme Luis Fernando      | 23   | MIR            | Estudiante universitario           |
| 74 | 23 de septiembre de 1974 | María Cristina López Stewart        | 22   | MIR            | Estudiante de Historia             |
| 75 | 25 de septiembre de 1974 | Calderón Tapia Mario Eduardo        | 31   | MIR            | Periodista                         |
| 76 | 25 de septiembre de 1974 | Salinas Argomedo Ariel Martín       | 26   | MIR            | Estudiante de Sociología           |
| 77 | 3 de octubre de 1974     | Andrónicos Antequera Jorge Elías    | 24   | MIR            | Estudiante                         |
| 78 | 4 de octubre de 1974     | Andrónicos Antequera Juan Carlos    | 23   | MIR            | Estudiante                         |
| 79 | 7 de octubre de 1974     | Miranda Lobos Eduardo Francis       | 27   | MIR            | Topógrafo                          |
| 80 | 24 de octubre de 1974    | Eugenia Martínez Hernández          | 25   | MIR            | Obrera textil                      |
| 81 | 30 de octubre de 1974    | Jacqueline Drouilly Yurich          | 24   | MIR            | Asistente social                   |
| 82 | 31 de octubre de 1974    | Jorge D'Orival                      | 26   | MIR            | Médico veterinario                 |
| 83 | 31 de octubre de 1974    | Salinas Eytel Marcelo Eduardo       | 31   | MIR            | Técnico de radio y tv              |
| 84 | 16 de noviembre de 1974  | Reyes Navarrete Sergio Alfonso      | 26   | MIR            | Egresado de Economía               |
| 85 | 17 de noviembre de 1974  | Cecilia Castro Salvadores           | 23   | MIR            | Estudiante de Derecho              |
| 86 | 19 de noviembre de 1974  | Pizarro Meniconi Isidro Migue       | 21   | MIR            | Técnico de máquina de escribir     |
| 87 | 25 de noviembre de 1974  | Arroyo Padilla Rubén David          | 29   | MIR            | Artesano                           |
| 88 | 26 de noviembre de 1974  | Silva Peralta Claudio Guiller       | 23   | MIR            | Estudiante de Biología             |
| 89 | 27 de noviembre de 1974  | Silva Camus Fernando Guillermo      | 61   | MIR            | Decorador de interiores            |
| 90 | 27 de noviembre de 1974  | De la Jara Goyeneche Félix          | 24   | MIR            | Estudiante de Pedagogía            |
| 91 | 29 de noviembre de 1974  | Carmen Bueno Cifuentes              | 24   | MIR            | Cineasta                           |
| 92 | 7 de diciembre de 1974   | Palominos Rojas Luis Jaime          | 23   | MIR            | Estudiante                         |
| 93 | 8 de diciembre de 1974   | Cid Urrutia Washington              | 25   | MIR            | Estudiante de Pedagogía            |
| 94 | 9 de diciembre de 1974   | María Teresa Bustillos              | 25   | MIR            | Estudiante de Trabajo Social       |
| 95 | 9 de diciembre de 1974   | Mario Peña Solari                   | 21   | MIR            | Estudiante de Arquitectura         |
| 96 | 9 de diciembre de 1974   | Marta Neira Muñoz                   | 29   | MIR            | Secretaria                         |
| 97 | 10 de diciembre de 1974  | Patricia Peña Solari                | 23   | MIR            | Estudiante de Biología             |
| 98 | 10 de diciembre de 1974  | Silva Saldivar Gerardo Ernesto      | 23   | MIR            | Estudiante de Estadística          |
| 99 | 12 de diciembre de 1974  | María Teresa Eltit                  | 22   | MIR            | Estudiante de Secretariado         |
| 100 | 12 de diciembre de 1974  | Ortiz Moraga Jorge Eduardo          | 20   | MIR            | Estudiante de medicina             |
| 101 | 12 de diciembre de 1974  | Radrigan Plaza Anselmo Osvaldo      | 25   | MIR            | Estudiante universitario           |
| 102 | 13 de diciembre de 1974  | Herrera Cofre Jorge Antonio         | 18   | MIR            | Estudiante de enseñanza media      |
| 103 | 14 de diciembre de 1974  | Labrador Urrutia Ramón Isidro       | 24   | MIR            | Comerciante                        |
| 104 | 20 de diciembre de 1974  | María Isabel Joui Petersen          | 19   | MIR            | Estudiante de Economía             |
| 105 | 31 de diciembre de 1974  | Jaime Robotham                      | 23   | PS             | Estudiante de Sociología           |
| 106 | 1 de enero de 1975       | Martínez Meza Agustín Alamiro       | 27   | MIR            | Ingeniero mecánico                 |
| 107 | 2 de enero de 1975       | Marchant Villaseca Rodolfo          | 29   | PS             | Técnico de aire acondicionado      |
| 108 | 6 de enero de 1975       | Urbina Chamorro Jilberto Patricio   | 25   | MIR            | Estudiante de Medicina             |
| 109 | 7 de enero de 1975       | Contreras Hernández Claudio         | 27   | MIR            | Constructor civil                  |
| 110 | 7 de enero de 1975       | Miguel Ángel Sandoval               | 26   | MIR            | Sastre                             |
| 111 | 10 de enero de 1975      | Flores Pérez Julio Fidel            | 22   | MIR            | Estudiante UTE Antofagasta         |
| 112 | 18 de enero de 1975      | García Vega Alfredo Gabriel         | 30   | MIR            | Profesor Universidad de Valparaíso |
| 113 | 29 de enero de 1975      | Molina Mogollones J. Enrique        | 29   | MIR            | Empleado                           |
| 114 | 7 de febrero de 1975     | Ugaz Morales Rodrigo Eduardo        | 22   | MIR            | Trabajador independiente           |
| 115 | 13 de febrero de 1975    | Vásquez Sáenz Jaime Enrique         | 27   | MIR            | Estudiante de construcción civil   |
| 116 | 14 de febrero de 1975    | Manuel Cortez Joo                   | 28   | MIR            | Contador                           |
| 117 | 14 de febrero de 1975    | Ríos Videla Hugo Daniel             | 21   | MIR            | Estudiante UTE                     |
| 118 | 27 de mayo de 1974       | Reyes González Agustín Eduardo      | 23   | MIR            | Artesano                           |
| 119 | 20 de febrero de 1975    | Perelman Ide Juan Carlos            | 31   | MIR            | Ingeniero químico                  |
| Esta lista fue tomada del Anexo No 1 del libro La Gran Mentira El caso de las Listas de los 119 del CODEPU |                          |                                     |      |                |                                    |

La gran mayoría de los detenidos desaparecidos eran miembros del Movimiento de Izquierda Revolucionaria (MIR). Sin embargo, también hubo militantes del Partido Comunista (PC), del Partido Socialista (PS), del Movimiento de Acción Popular Unitaria (MAPU), de la Liga Comunista de Chile, un miembro del Partido Demócrata Cristiano (DC) y algunas personas sin militancia política.
Diecinueve de las víctimas eran mujeres. La más joven de ellas, María Isabel Joui, tenía 19 años a la fecha de su detención, y las dos mayores, 34. Trece de ellas tenían menos de 25 años y las demás no llegaban a los 30. Una desaparecida estaba embarazada y cuatro eran madres de niños muy pequeños. Desaparecieron entre 1974 y 1975.
Los nombres de las 19 mujeres son: María Inés Alvarado Borgel, María Angélica Andreoli Bravo, Jacqueline Binfa, Carmen Bueno Cifuentes, María Teresa Bustillos, Sonia Bustos Reyes, Cecilia Castro Salvadores, Muriel Dockendorff, Jacqueline Drouilly Yurich, María Teresa Eltit, María Elena González Inostroza, María Isabel Joui Petersen, Mónica Llanca Iturra, Violeta López Díaz, María Cristina López Stewart, Eugenia Martínez Hernández, Marta Neira Muñoz, Patricia Peña Solari y Bárbara Uribe Tamblay.

## Proceso judicial
El proceso «Operación Colombo» fue investigado por el ministro de la Corte de Apelaciones de Santiago Víctor Montiglio. Por esta causa, el ministro solicitó el desafuero de Augusto Pinochet, que fue concedido el 6 de julio de 2005 por la Corte de Apelaciones de Santiago y confirmado por la Corte Suprema el 14 de septiembre. Luego, procesó a Augusto Pinochet el 28 de diciembre de 2005 y le concedió la libertad provisional bajo fianza, por lo que quedó en libertad provisional el 9 de enero del 2006. Pinochet fue sobreseído definitivamente en diciembre de 2006. El 27 de mayo de 2008 el ministro Montiglio dictó procesamiento y orden de arresto para 98 implicados en los crímenes, entre miembros de las Fuerzas Armadas y civiles. En 2013 se presentó la primera querella criminal en contra de Agustín Edwards, dueño de El Mercurio y La Segunda, por su rol en la operación Colombo.

## Sumario del Colegio de Periodistas
En 2005, familiares de detenidos desaparecidos en la operación Colombo solicitaron al Colegio de Periodistas de Chile un sumario por la actuación de los medios involucrados. En un fallo de 35 páginas dado a conocer en marzo de 2006, el Tribunal de Ética de la entidad gremial sancionó con censura pública y suspensión de colegiatura de seis meses a Fernando Díaz Palma, exdirector de Las Ultimas Noticias, y a Alberto Guerrero Espinoza, exdirector de La Tercera. También sancionó con tres meses de suspensión a la periodista de El Mercurio Beatriz Undurraga Gómez y absolvió a la periodista de La Segunda Mercedes Garrido Garrido. El sumario también estableció responsabilidades de René Silva Espejo y de Mario Carneyro, exdirectores de El Mercurio y La Segunda, respectivamente, pero no fueron sancionados por estar fallecidos.